# Hypleurochilus langi
Hypleurochilus langi és una espècie de peix de la família dels blènnids i de l'ordre dels perciformes.

## Morfologia
- Els mascles poden assolir 7 cm de longitud total.[1]

## Reproducció
És ovípar.

## Hàbitat
És un peix de clima tropical.

## Distribució geogràfica
Es troba des del nord del Senegal fins a la desembocadura del riu Congo, incloent-hi l'illa d'Annobón.